# トーザ外語学院
トーザ外語学院（トーザがいごがくいん）は、かつて主に大阪府各地にあった英会話学校。運営会社は、元は株式会社トーザ外語学院、末期は株式会社アレス。

## 沿革
- 株式会社サトー英学院が設立。
- ????年 株式会社ユーシーエルエー外語学院に商号変更。
- 1989年 株式会社トーザ外語学院に商号変更。
- 1994年 東京進出。
- 1996年 株式会社トーザ外語学院が東京に本店移点。
- 1996年 株式会社アレスが設立。株式会社トーザ外語学院から関西での業務を受託する。
- 1998年04月 東京のトーザの教室が閉鎖。
- 1998年06月 株式会社アレスが破産。